# En Gedi
En Gedi oder Ein Gedi (neuhebräisch עֵין גֶּדִי ʿEjn Gedī) ist eine Oase im Südbezirk Israels (Regionalverwaltung Tamar). Sie liegt am Westufer des Toten Meeres südlich der Grenze zum Westjordanland. Die Oase ist seit der Kupfersteinzeit besiedelt. Heute befinden sich dort ein Kibbuz, ein israelischer Nationalpark und mehrere archäologische Stätten.

## Name
Die Oase trägt einen bereits in der Bibel vorkommenden Namen mit der Bedeutung „Böckchenquelle“. Er wird im Masoretischen Text hebräisch עֵין גֶּדִי ‘ên gædî vokalisiert. Die antike griechische Namensform lautet in der Septuaginta altgriechisch Ηνγαδδι Ēngaddi, bei Flavius Josephus altgriechisch Ενγαδδαι Engaddai, im Onomastikon des Eusebius von Caesarea altgriechisch Ενγαδι Engadi und lebt weiter im arabischen Namen der Oase: عين جدي, DMG ʿAyn Ğidī.
Der historische Siedlungshügel (Tell) hingegen heißt arabisch Tell el Jurn „Troghügel“; davon abgeleitet ist der neuhebräische Name תל גורן Tel Goren „Dreschplatz-Hügel.“

## Topographie
Die Oase befindet sich etwa in der Mitte des Westufers des Toten Meeres. Sie wird im Norden vom Wadi Sdeir (neuhebräisch: Nachal David) begrenzt, wo eine der Hauptquellen von En Gedi entspringt. Die zweite Hauptquelle der Oase entspringt südlich einer Felskuppe (Mizpeh En Gedi), die sich 200 m über dem Toten Meer erhebt (–180 m bis –150 m ü. NN).
En Gedi liegt an der Nationalstraße , der zentralen Nord-Süd-Verbindung Israels. Im Januar 2015 musste ein Straßenabschnitt bei En Gedi wegen Senklöchern dauerhaft gesperrt werden; der Verkehr wurde provisorisch über Kibbuzgelände geführt, bis der 2 km lange Bypass im Juli 2015 fertiggestellt war.

## Klima
|                       | Jan  | Feb  | Mär  | Apr  | Mai  | Jun  | Jul  | Aug  | Sep  | Okt  | Nov  | Dez  |   |      |
| Mittl. Tagesmax. (°C) | 19,0 | 20,0 | 23,0 | 28,0 | 32,0 | 34,0 | 36,0 | 36,0 | 35,0 | 31,0 | 26,0 | 21,0 | ⌀ | 28,5 |
| Mittl. Tagesmin. (°C) | 8,0  | 8,0  | 10,0 | 13,0 | 16,0 | 20,0 | 22,0 | 22,0 | 21,0 | 17,0 | 13,0 | 9,0  | ⌀ | 14,9 |
|                       |      |      |      |      |      |      |      |      |      |      |      |      |   |      |
| Niederschlag (mm)     | 48,0 | 36,0 | 28,0 | 9,0  | 1,0  | 0,0  | 0,0  | 0,0  | 0,0  | 7,0  | 22,0 | 40,0 | Σ | 191  |
|                       |      |      |      |      |      |      |      |      |      |      |      |      |   |      |
| Regentage (d)         | 8,0  | 7,0  | 6,0  | 2,0  | 0,0  | 0,0  | 0,0  | 0,0  | 0,0  | 2,0  | 4,0  | 7,0  | Σ | 36   |

| 8,0 |

| 8,0 |

| 10,0 |

| 13,0 |

| 16,0 |

| 20,0 |

| 22,0 |

| 22,0 |

| 21,0 |

| 17,0 |

| 13,0 |

| 9,0 |

| 8,0 |

| 8,0 |

| 10,0 |

| 13,0 |

| 16,0 |

| 20,0 |

| 22,0 |

| 22,0 |

| 21,0 |

| 17,0 |

| 13,0 |

| 9,0 |

## Flora und Fauna
Das 1972 ausgewiesene En-Gedi-Naturschutzgebiet umfasst 14 Quadratkilometer Fläche und beherbergt einige größere Säugetiere, wie Echtgazellen, Nubische Steinböcke und Klippschliefer. Im Naturschutzgebiet werden verschiedene Vogelarten angetroffen, darunter der Tristramstar, der Graudrossling (Argya squamiceps), der Smaragdspint und verschiedene Geierarten. Unter den Zugvögeln sind der Grauschnäpper und der Braunliest.
Die Flora von En Gedi ist vielfältig, da hier Pflanzen verschiedener Regionen zusammentreffen:
- Tropische (sudanische) Flora: Maerua crassifolia, Cordia sinensis, Oxystelma esculentum
- Saharo-arabische Wüstenflora: Zygophyllum dumosum, Anabasis articulata, Ochradenus baccatus, Gymnocarpus decander, Asteriscus graveolens
- Mediterrane Flora: Urginea maritima, Cheilanthes vellea, Cheilanthes fragrans, Adiantum, Phagnalon rupestre, Vitex agnus-castus, Phragmites australis, Arundo donax
- Irano-turanische Steppenflora: Salix acmophylla. Epipactis veratrifolia, Echinops polyceras, Populus euphratica

Während die umgebende Wüstenlandschaft fast vegetationslos ist, bietet die Oase durch ihren Wasserreichtum die Voraussetzung für eine üppige Flora und viele Tierarten. Das Kerngebiet der Oase sind die beiden tief eingeschnittenen Täler des Nachal Arugot und des Nachal David, in denen das Wasser der umliegenden Gebiete an die Oberfläche tritt. Touristen besuchen meist den mehrere Meter hohen Schulamit-Wasserfall im Nachal David.

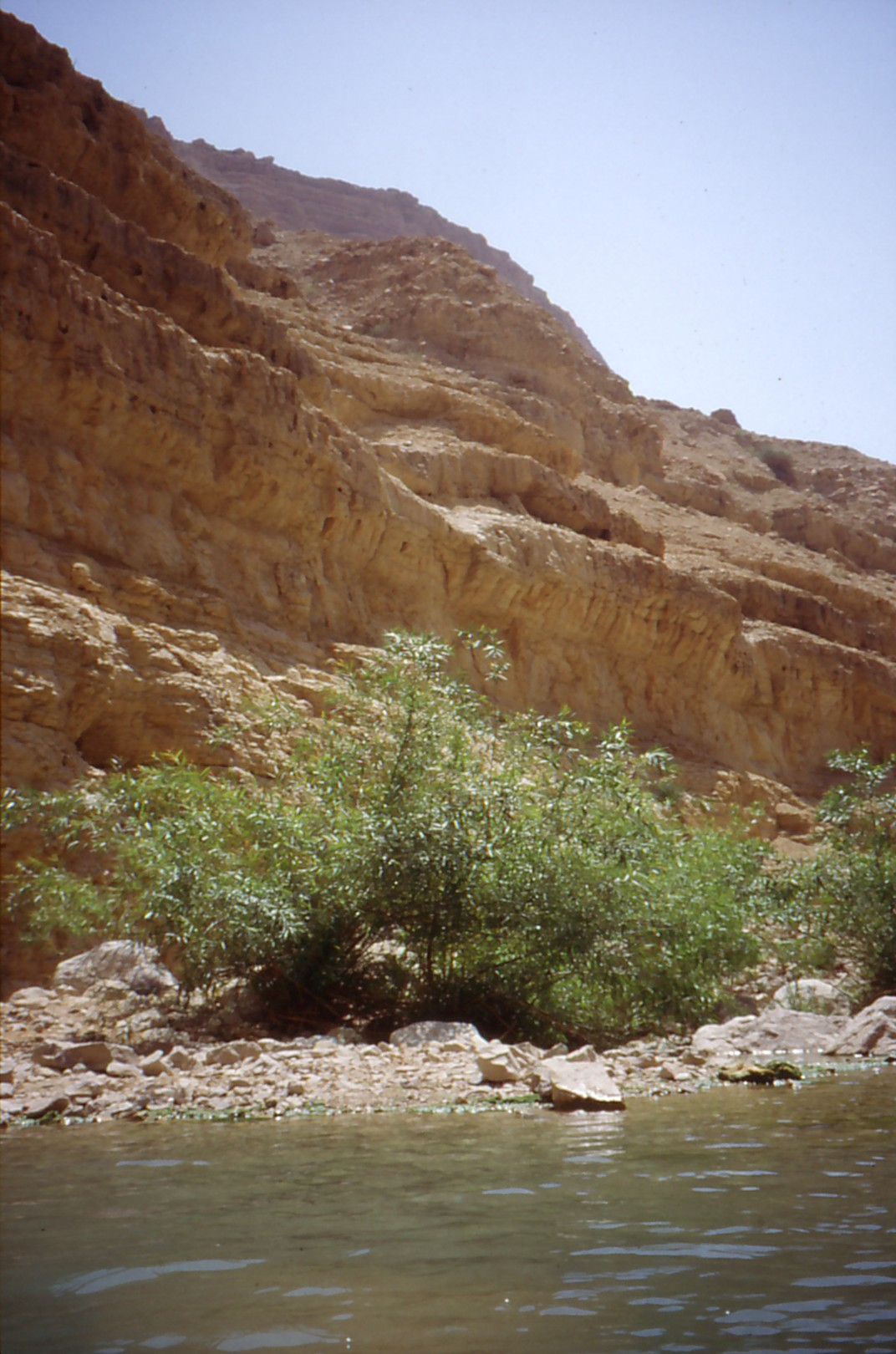
Nachal Arugot
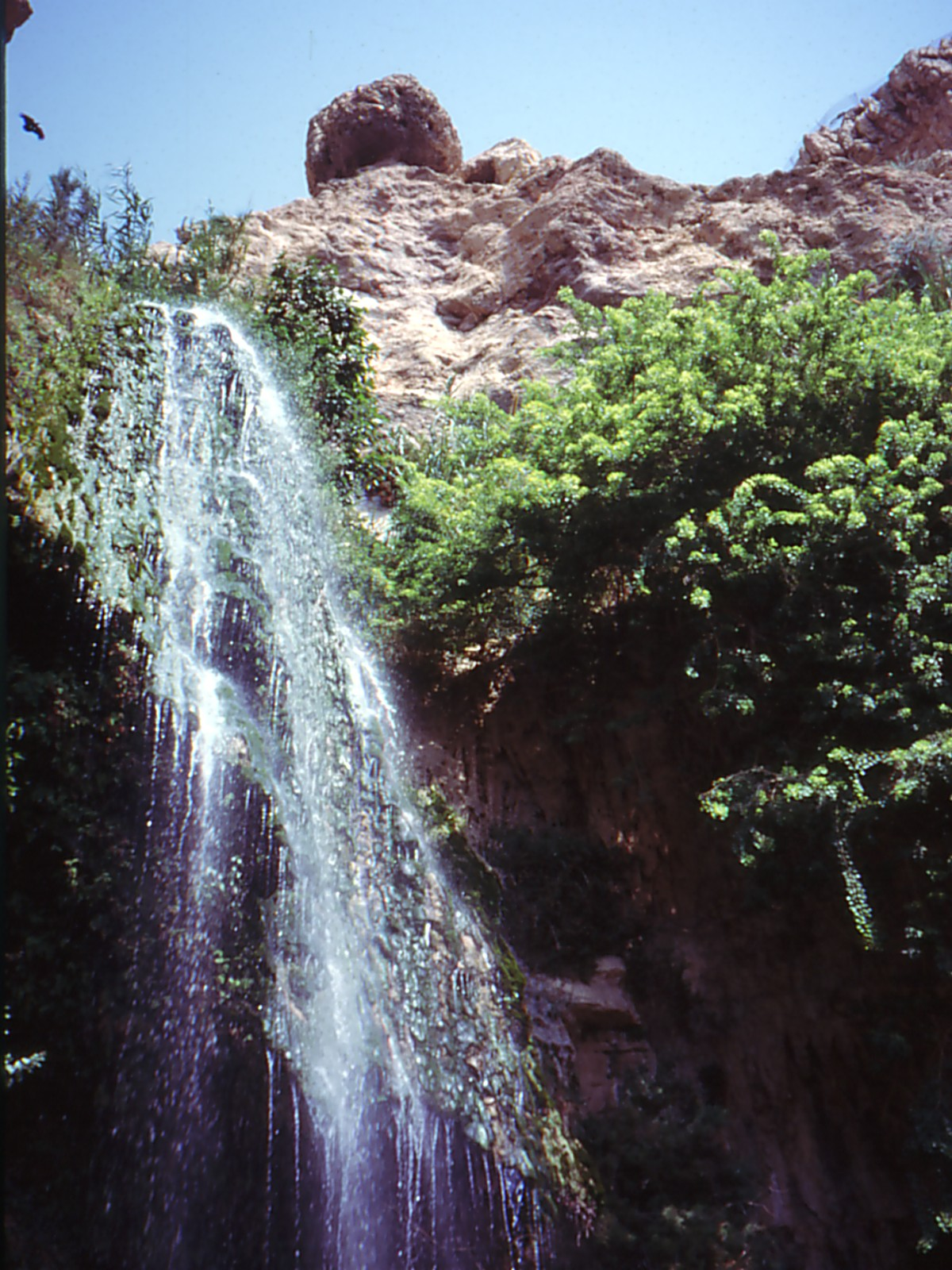
Schulamit-Wasserfall
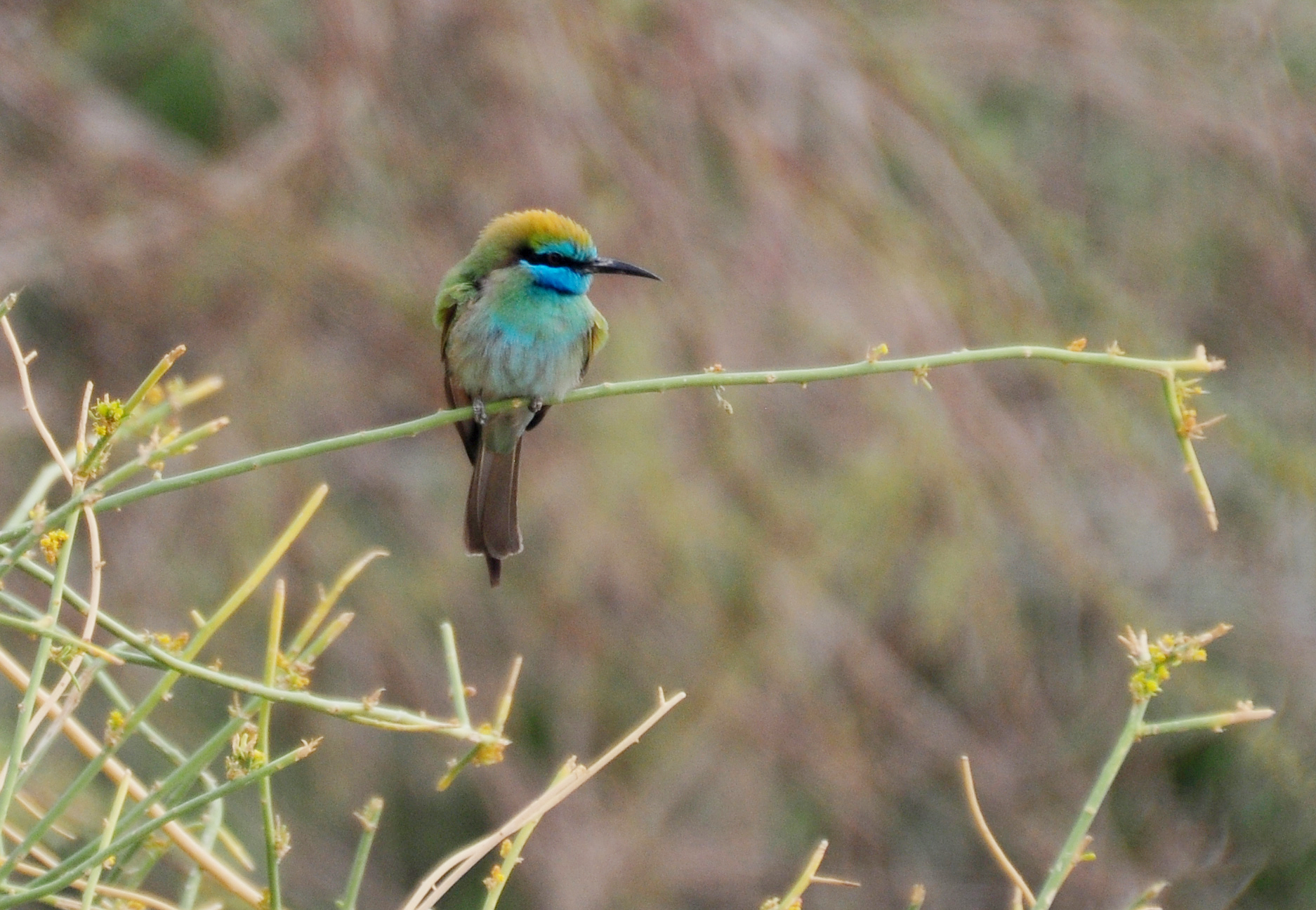
Merops cyanophrys
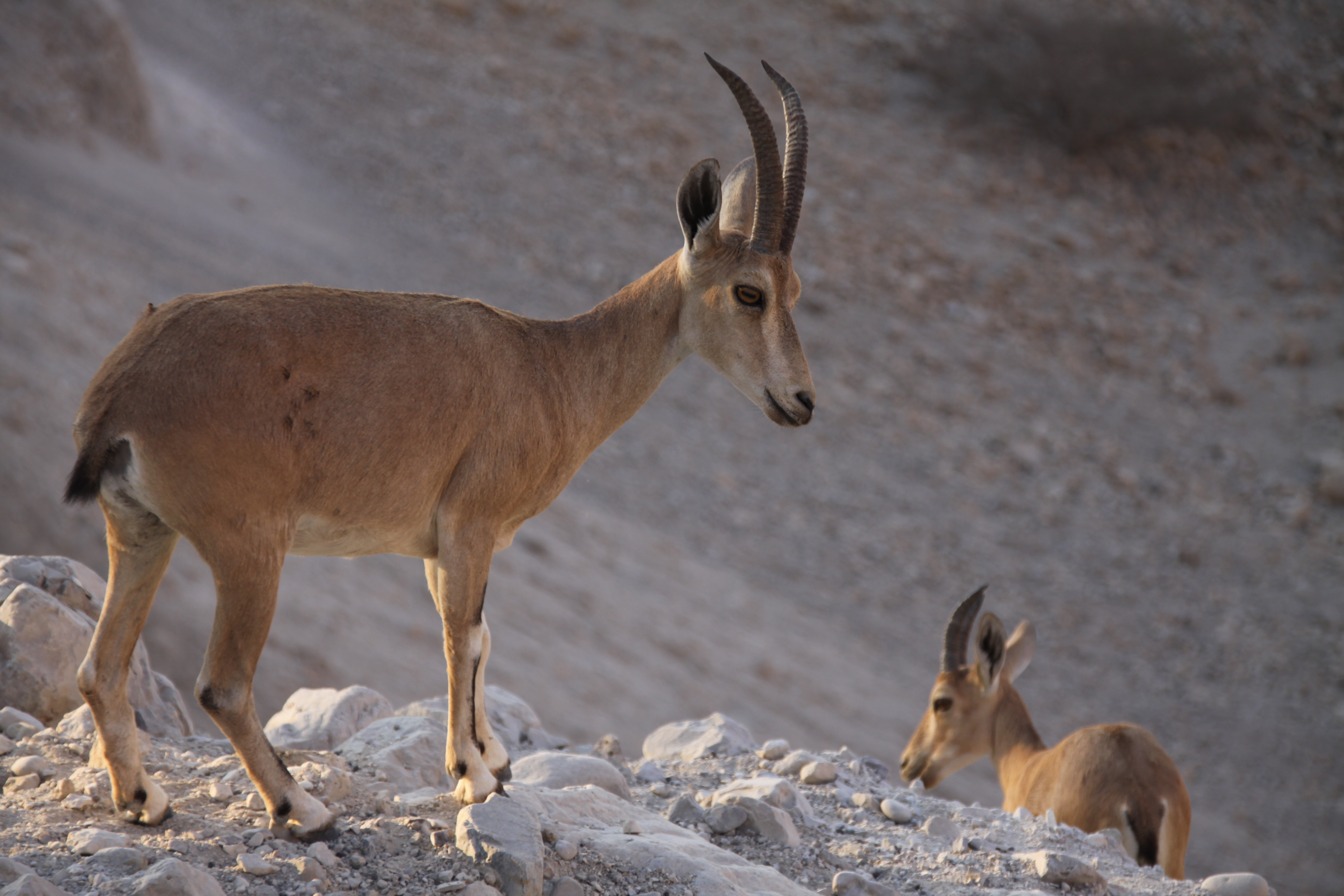
Nubische Steinböcke
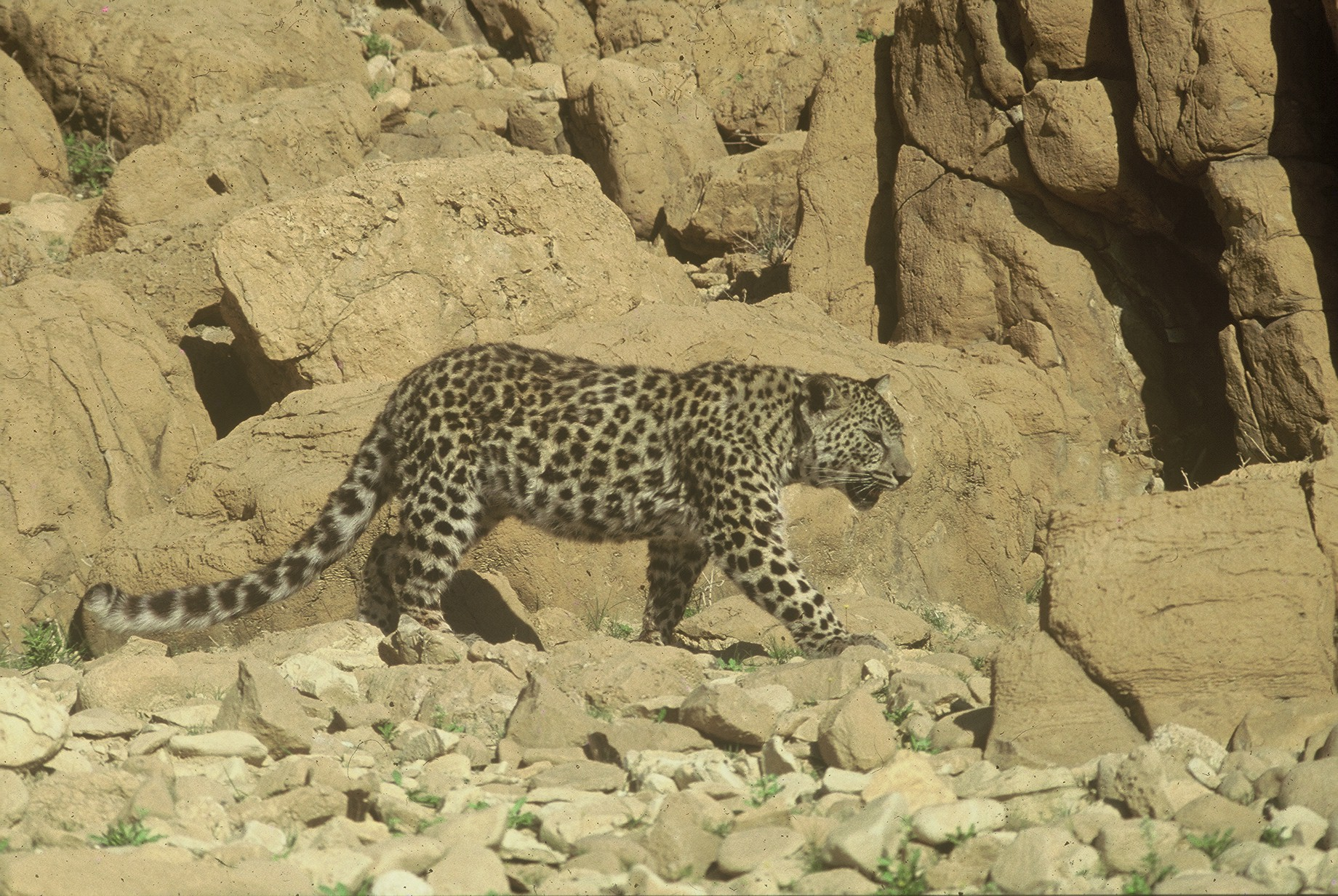
Leopard
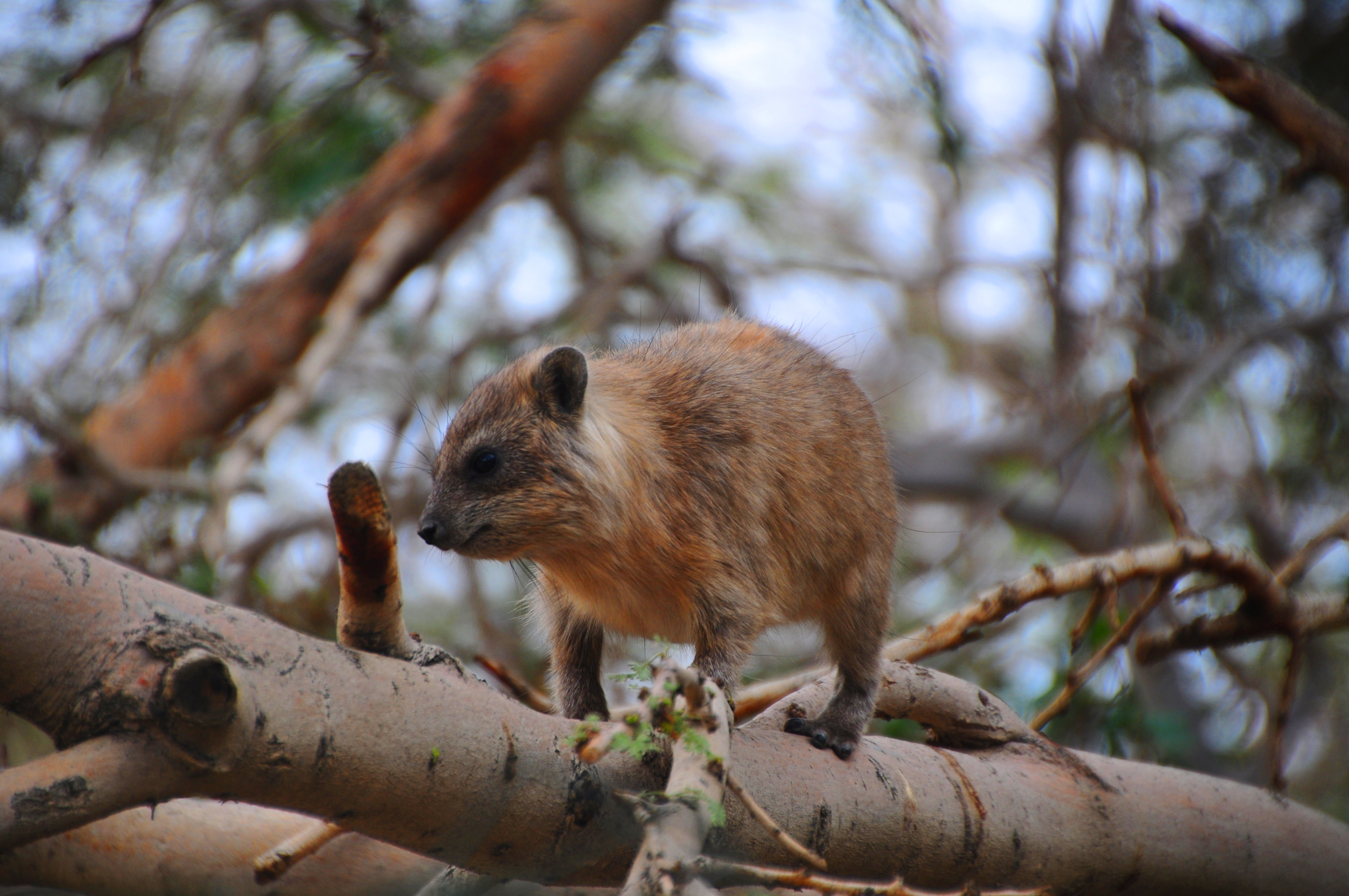
Klippschliefer

## Archäologie

### Chalkolithisches Heiligtum
Das von Yohanan Aharoni 1956 bei einem Survey entdeckte und von einem Team unter Leitung von Benjamin Mazar und David Ussishkin 1962 ausgegrabene Heiligtum gehört der Ghassulien-Kultur an (etwa 3150 v. Chr.). Etwa 160 m nordnordöstlich der Quelle von En Gedi und etwa 30 m gegenüber dieser erhöht auf einer Felsterrasse, scheint das Heiligtum ohne Wohnbebauung in seiner Nachbarschaft isoliert gestanden zu haben. Eine steinerne Umfassungsmauer umschloss ein Areal von etwa 25 × 20 m. Die steinernen Fundamente setzten direkt auf dem Felsen auf. Das aufgehende Mauerwerk bestand aus Lehmziegeln, die Dächer aus Palmwedeln und Zweigen. Der Hauptzugang zum Innenhof erfolgte von Süden durch einen Torbau. Im Nordosten gab es einen Nebeneingang. Das Hauptgebäude auf schmalrechteckigem Grundriss (Außenmaße: 19,7 × 5,5 m) lag an der Nordseite des Innenhofs. und wurde durch eine Tür in der Mitte der Breitseite betreten. Der Eintretende stand dann einem halbkreisförmigen Altar direkt gegenüber, auf dem noch Reste von Asche, Tierknochen sowie eine Stierskulptur aus Lehm gefunden wurden. An der Rückseite des halbkreisförmigen Altars stand ein Steinpodest, auf dem sich vermutlich einst das Kultsymbol befand. „Wahrscheinlich war es eine Hausgottheit aus Basalt, wie sie charakteristisch ist für Stätten des Ghassulien im Golan,“ so David Ussishkin. An der Ostseite des Innenhofs befand sich ein Nebengebäude. In der Mitte des Innenhofs fand man eine kreisrunde, aus Steinplatten gelegte Struktur. In ihrem Inneren gab es eine Vertiefung von 40 cm bei einem Durchmesser von 90 cm. Hier kann ein (kleiner) heiliger Baum gestanden haben.
Seit der Ausgrabung wurde ein Bezug zwischen dem chalkolithischen Heiligtum von En Gedi (in dem keinerlei Kultgeräte gefunden wurden) und den 442 kultischen Bronzeobjekten diskutiert, die in einer Höhle im Nachal Mischmar deponiert worden waren. David Ussishkin schlägt vor, dass die Priester den Tempel planmäßig aufgaben und die Kultobjekte in der nahegelegenen Höhle deponierten, mit der Absicht, künftig zurückzukehren und den Kult wieder aufzunehmen.

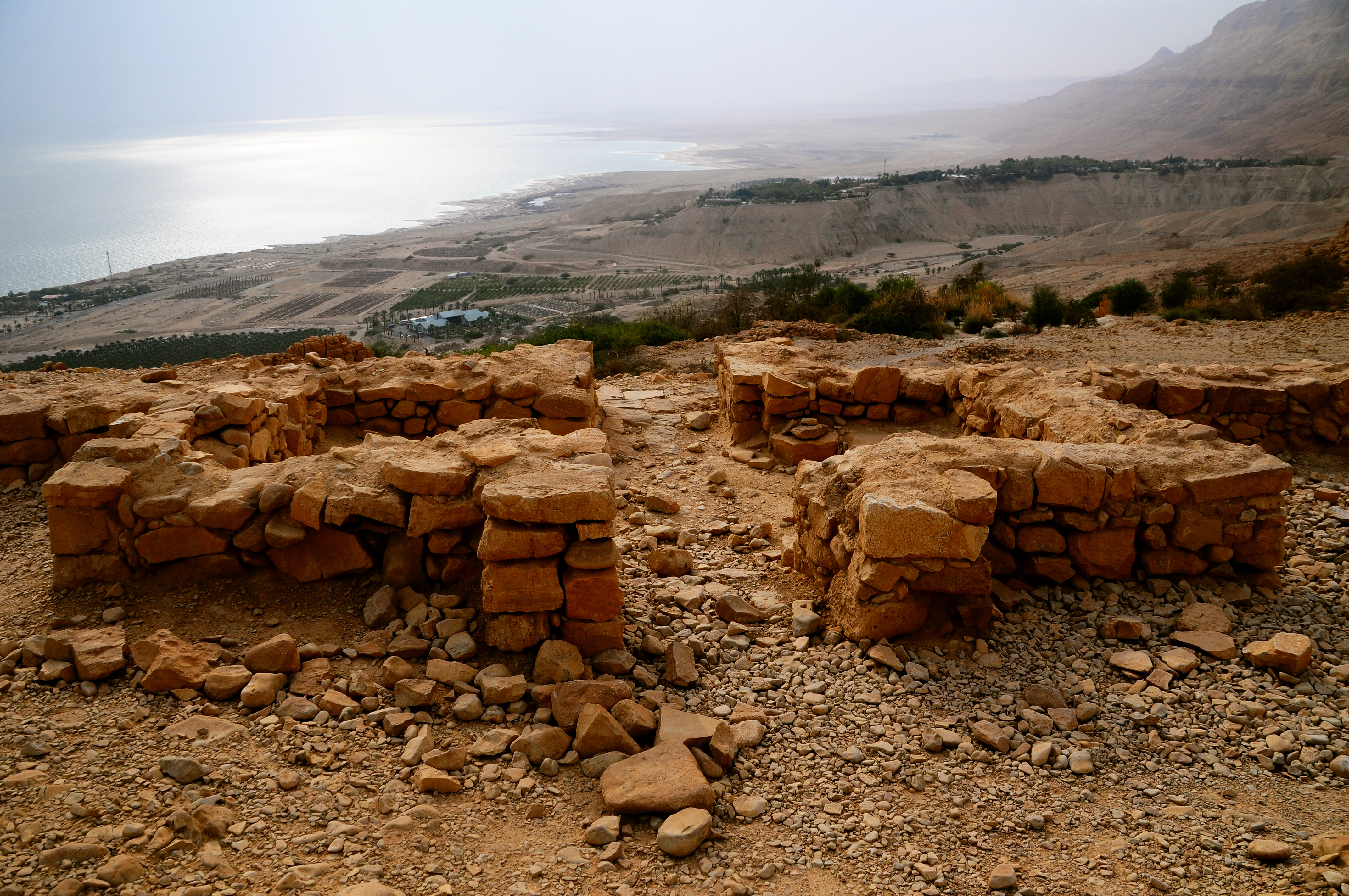
Torhaus
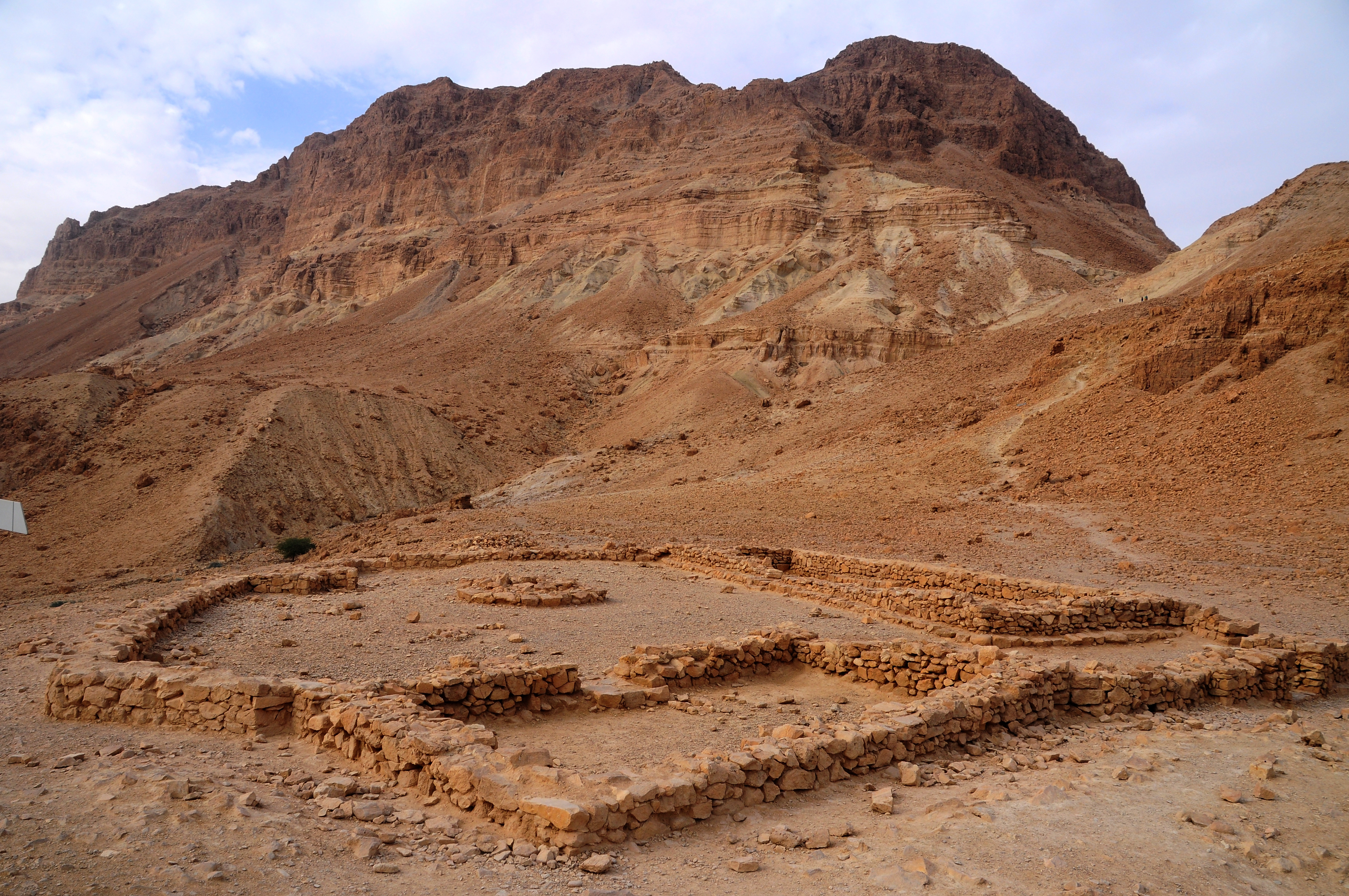
Blick vom Nebengebäude nach Westen
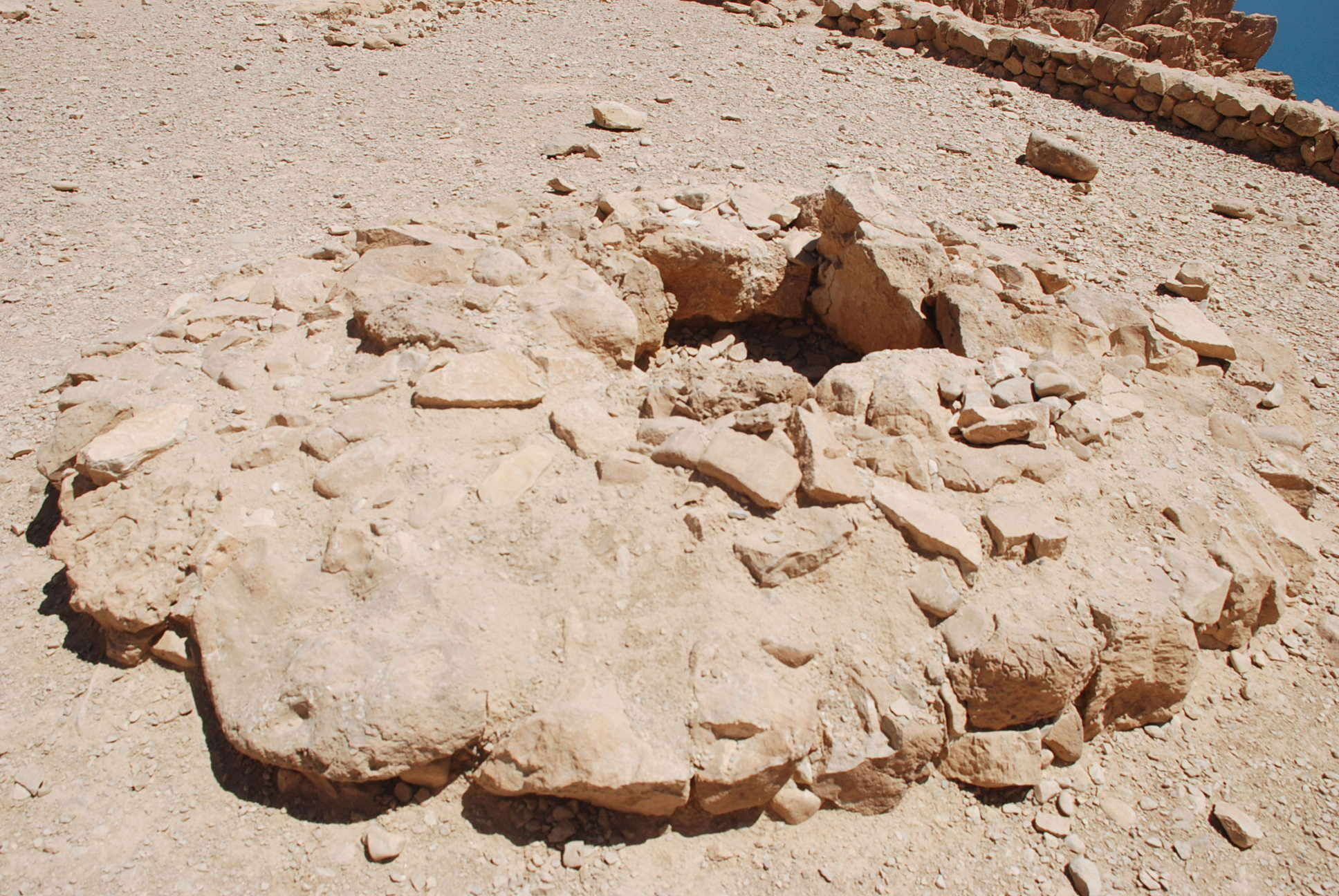
Runde Struktur im Innenhof
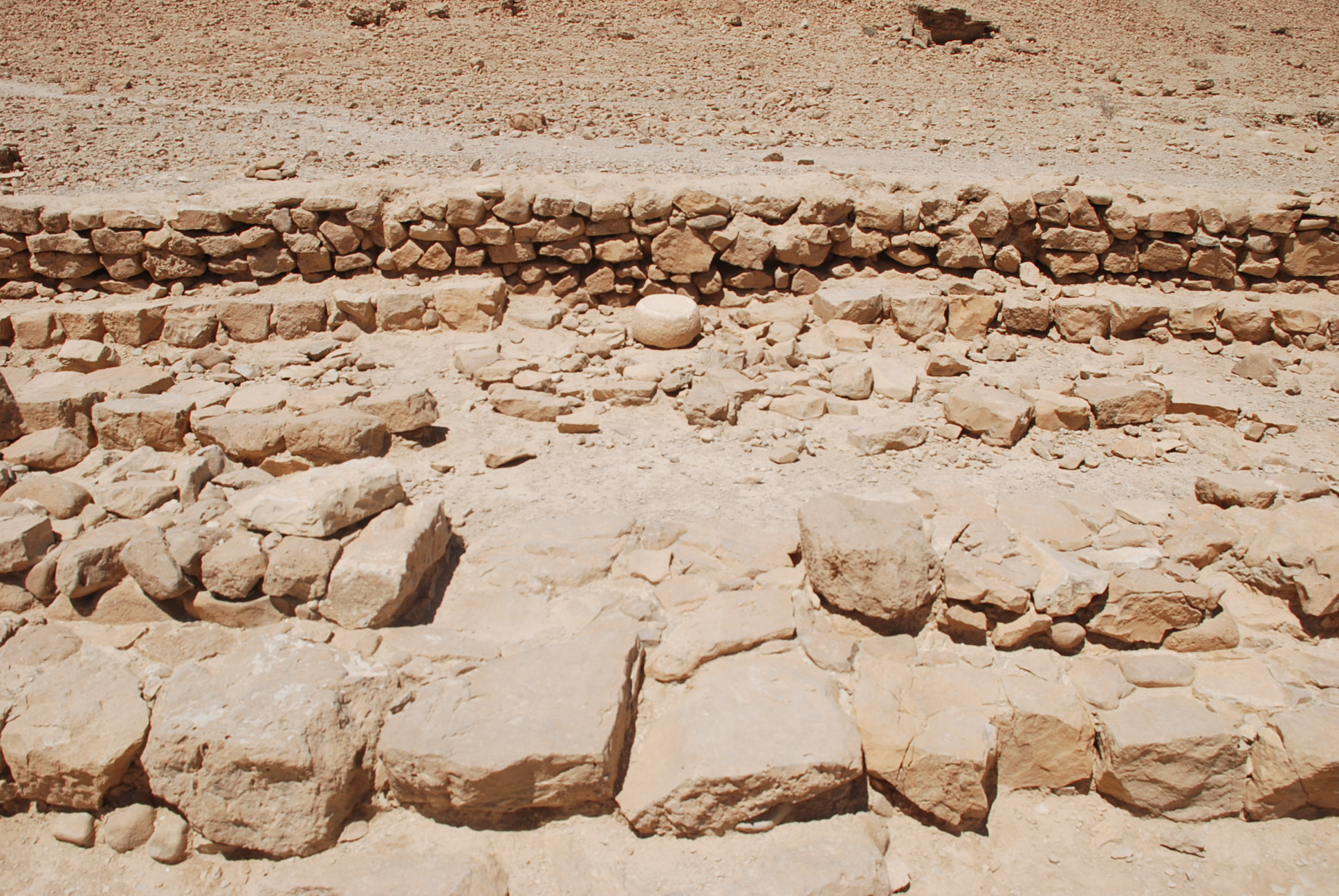
Altar mit Steinbasis für ein Kultsymbol im Hauptgebäude

### Tel Goren (Tell el-Jurn)
Der Siedlungshügel Tel Goren hat eine Länge von 140 m und eine Breite von 25 m (insgesamt 3500 Quadratmeter). Er befindet sich etwa 900 m westlich der Einmündung des Nachal Arugot ins Tote Meer, hat eine Höhe von –336 m ü. NN. bzw. mehr als 60 m über dem Toten Meer. Insgesamt fünf Grabungskampagnen der Hebräischen Universität Jerusalem und der Israel Exploration Society fanden auf dem Tell zwischen 1961 und 1965 statt. Das Team unter Leitung von Benjamin Mazar, Trude Dothan und Immanuel Dunayevsky stellte folgende Straten fest:
- V Späte Eisenzeit II (um 630–587 v. Chr.)
- IV Perserzeit  (5./4. Jahrhundert v. Chr.)
- III Hellenistische Zeit (Hasmonäerreich, vor allem Regierungszeit von Johannes Hyrkanus und Alexander Jannäus)
- II Frührömische Zeit (vor allem 0–50 n. Chr.)
- I Römische Kaiserzeit bis byzantinische Zeit (2.–6. Jahrhundert n. Chr.)

Am Nordhang des Tell wurden Gebäude aus der Zeit des Königreichs Juda (Stratum V) freigelegt, die der Parfumherstellung dienten. En Gedi war in dieser Zeit ein königliches Gut zur Verarbeitung des in den Oasen am Toten Meer kultivierten Balsams (wahrscheinlich Commiphora opobalsamum). Aus persischer Zeit (Stratum IV) stammt ein großes Haus, ebenfalls am Nordhang, das ungefähr 625 Quadratmeter bedeckte und 23 Räume besaß. Auch hier gab es eine Parfumwerkstatt.
Von der Zitadelle, die in hellenistischer und frührömischer Zeit auf dem Tel Goren stand, ist ein Turm am Westende des Tell relativ am besten erkennbar, er hat eine Grundfläche von 7 × 14 m.

### Spätantike Synagoge
Der Siedlungsschwerpunkt verlagerte sich seit der frührömischen Zeit vom Hügel in die Ebene.
In seinem Onomastikon bezeichnete Eusebius von Caesarea En Gedi im 4. Jahrhundert als ein „großes Dorf der Juden“. Der Bevölkerungsanstieg führte dazu, dass die landwirtschaftlich nutzbare Fläche maximal ausgeweitet wurde. Aus dieser Zeit stammen die Terrassen bei Mezad Arugot (400 m südwestlich vom Tel Goren).
Die spätantike Synagoge von En Gedi befindet sich auf halbem Wege zwischen dem Tel Goren und dem Nachal David. Sie wurde von 1970 bis 1973 in drei Kampagnen von Dan Barag im Auftrag der Hebräischen Universität Jerusalem ausgegraben. Die dabei freigelegte Synagoge des 5./6. Jahrhunderts (über mehreren Vorgängerbauten) hat eine Grundfläche von 15 × 12 m und eine Nische für den Toraschrein in der Nordwand, d. h. in Richtung nach Jerusalem. Ebenfalls an der Nordseite befindet sich der Sitz des Synagogenvorstehers, der hier noch in ursprünglicher Position erhalten ist und dokumentiert, dass der Vorsteher mit dem Rücken zum Heiligtum der Gemeinde gegenüber saß. Die Mosaiken zeigen geometrische Muster und Vogelmotive, im westlichen Seitenschiff gibt es zwei hebräische und zwei aramäische Inschriften: abgesehen von Stifterinschriften eine Aufzählung der Nachkommen Adams bis zu Noach und seinen Söhnen sowie eine Aufzählung der Tierkreiszeichen und der Monate des jüdischen Kalenders. Ungewöhnlich ist, dass eine Inschrift des Mosaikfußbodens ein sozial unerwünschtes Verhalten beschreibt:

„Jeder, der Zwietracht stiftet zwischen einem Mann und einem anderen, oder der sagt etwas Böses über einen anderen zu den Völkern, oder der stiehlt Dinge eines anderen, oder der das Geheimnis (raz) der Stadt offenbart den Völkern – der, dessen Augen über die ganze Welt schweifen, … möge ihn ausreißen unter dem Himmel. Und das ganze Volk spreche: Amen und Amen! Sela!“

Es gibt verschiedene Vorschläge, was mit dem „Geheimnis der Stadt“ gemeint ist; es kann politischer, wirtschaftlicher oder religiöser Art sein. Diese Frage lässt sich aber nicht mehr klären.
Die Synagoge wurde durch einen Brand zerstört. In der Nische der Nordwand fanden die Ausgräber eine 20 cm hohe bronzene Menora, mehrere verkohlte hebräische Schriftrollen aus dem 4. Jahrhundert, einen Becher, Münzen sowie Glas- und Keramikscherben. Ab 2014 lief die Untersuchung der Schriftrollen mittels Computertomographie und einer daran anschließenden Lageanalyse der Fragmente. So konnte ein Teil der Schrift dank der verwendeten metallischen Tinte entziffert werden. Es handelt sich um die ersten Verse des Buchs Levitikus (Lev 1,1–8 ). Nächst den Schriftrollen vom Toten Meer ist dies das älteste bekannte Fragment einer Tora-Rolle und das älteste überhaupt, das im Kontext einer Synagoge gefunden wurde.

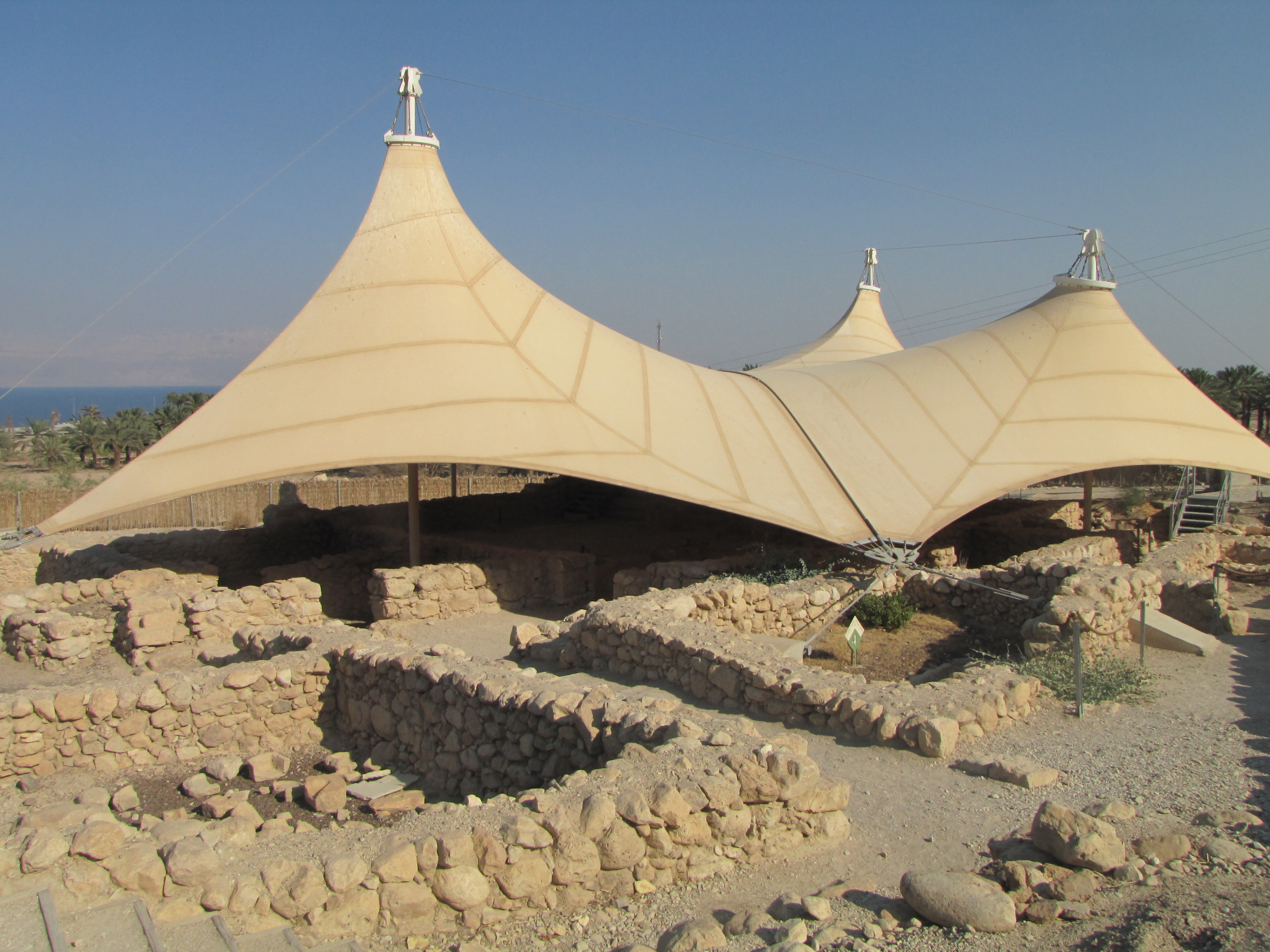
Schutzbau über der Synagoge
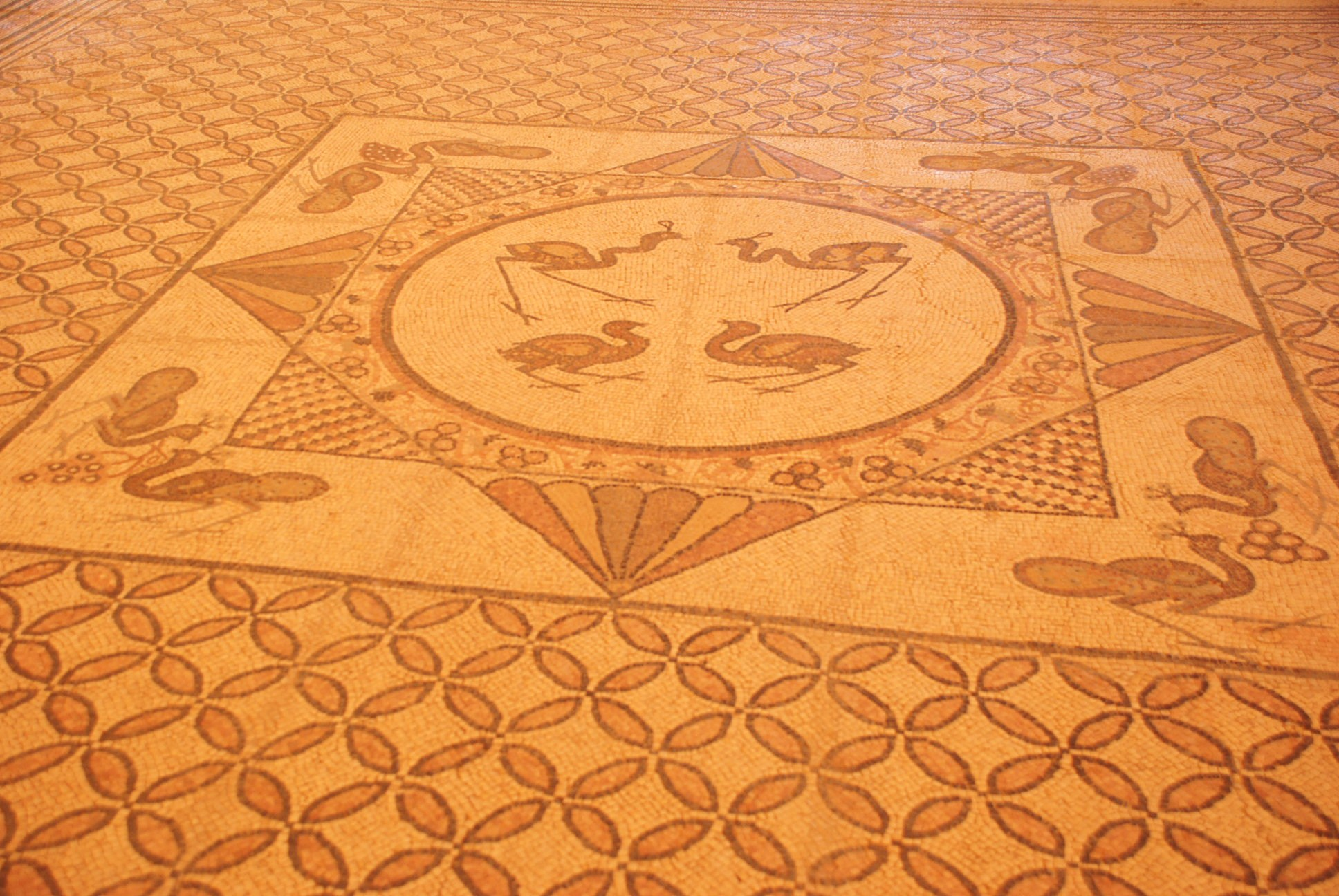
Mosaik im Mittelschiff
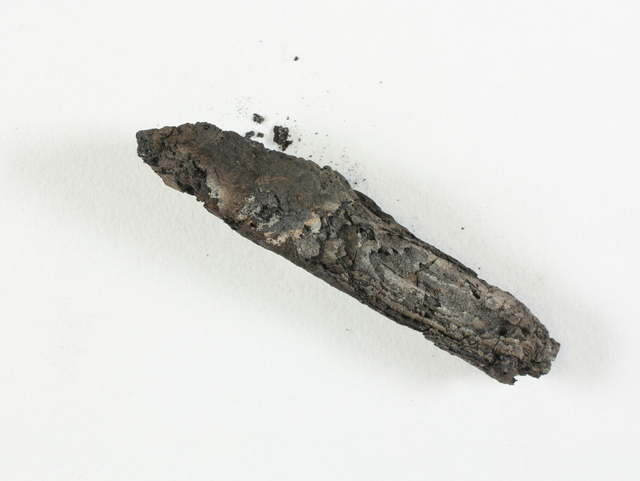
Levitikus-Schriftrolle
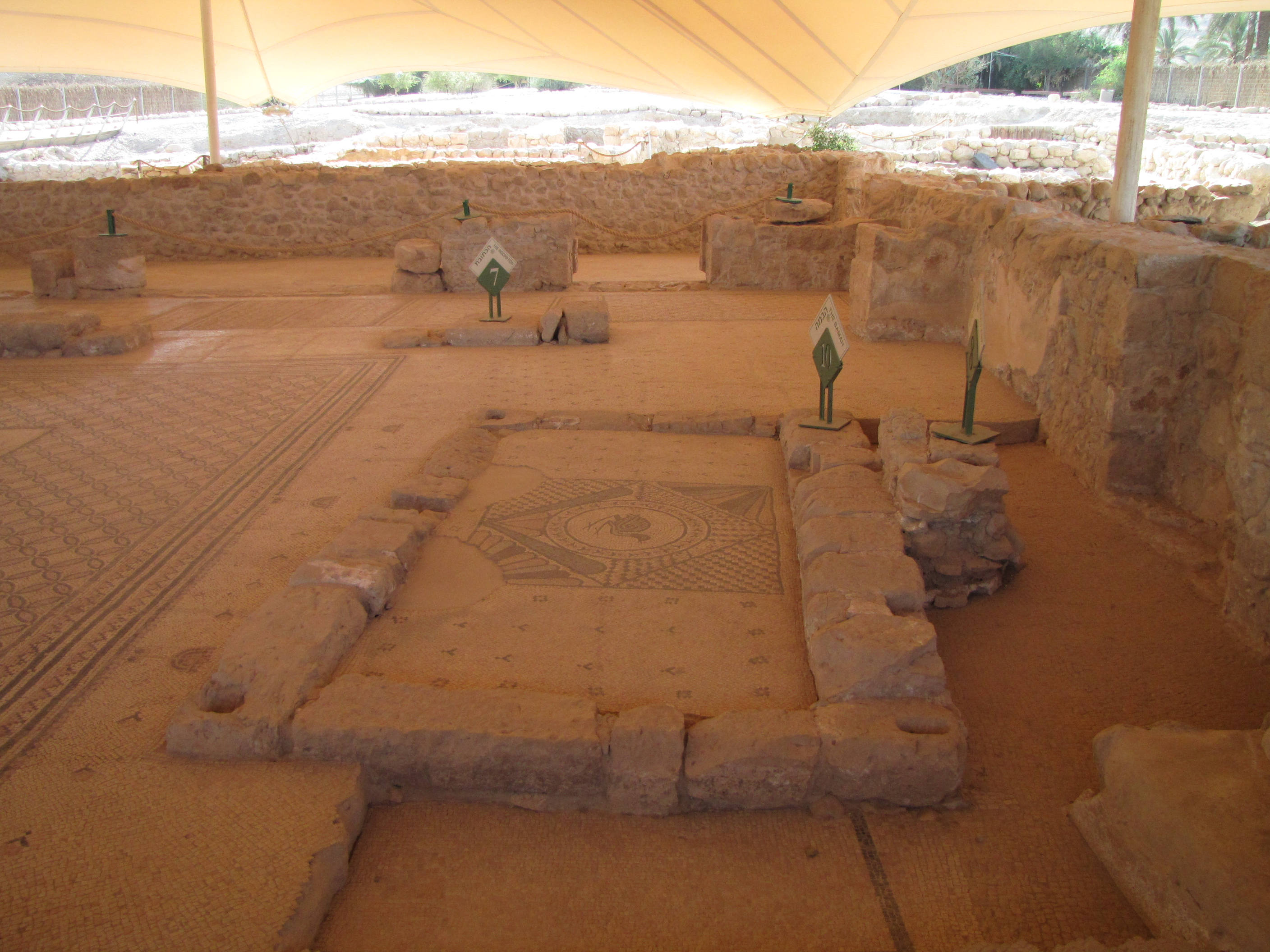
Bema
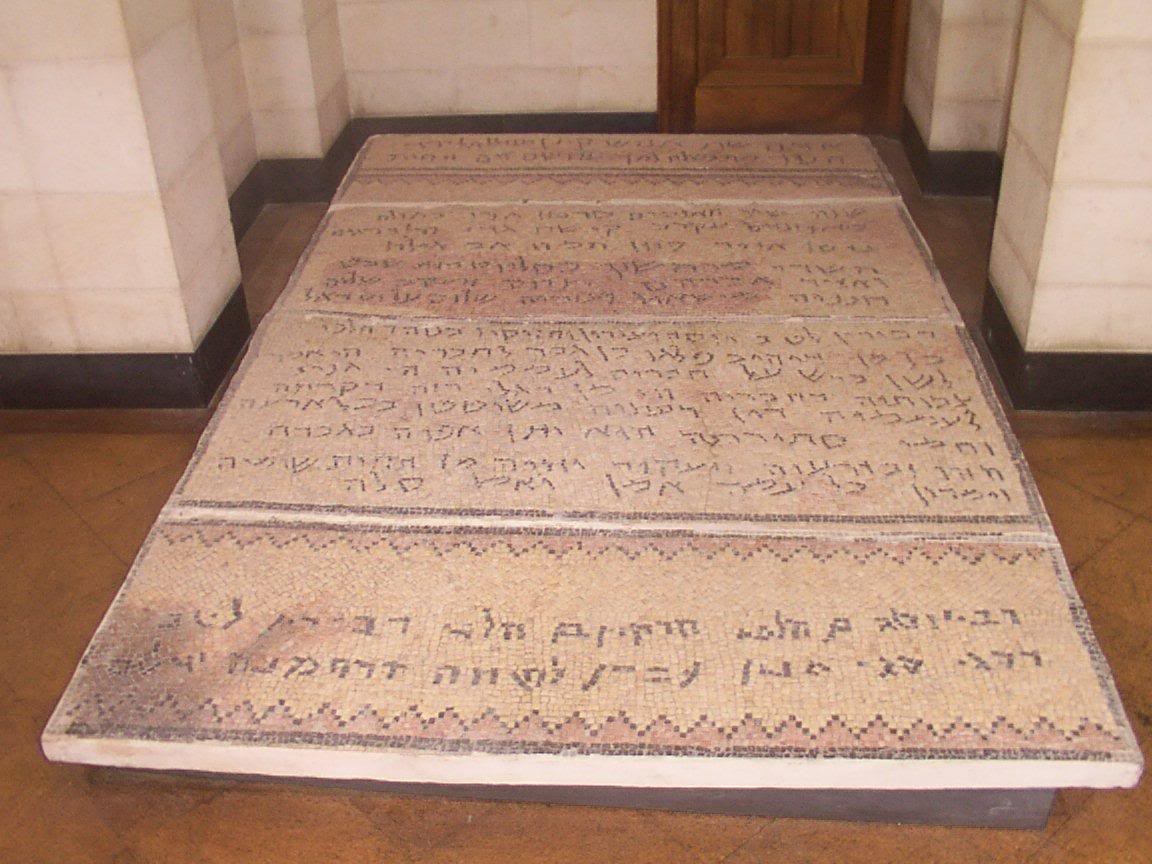
Inschriften (Rockefeller Museum)

## Literarische Erwähnungen

### Hebräische Bibel
Die biblischen Erwähnungen von En Gedi werden im Folgenden in der Reihenfolge des hebräischen Kanon vorgestellt.
Josua
Im Buch Josua gehört En Gedi zusammen mit fünf anderen Wüstenorten zum Stammesgebiet von Juda (Josua 15,61-62 ). Die Identifikation dieser Orte (in einem wird das eisenzeitliche Qumran vermutet) ist Gegenstand der Fachdiskussion.
Samuel
Im Buch Samuel ist En Gedi Schauplatz des Konflikts zwischen König Saul und seinem jungen Militärführer David. Davids Aufenthaltsort sind zunächst „schwer zugängliche Berge bei En-Gedi“, dann die „Steppe von En Gedi“, schließlich eine Höhle bei den Schafhürden nahe den „Steinbockfelsen“ (1 Sam 24,1-3 ). Nichtsahnend begibt sich Saul in diese Höhle, um seine Notdurft zu verrichten. David könnte ihn töten, verschont ihn aber: „Saul, der Mächtige, verfolgt David, den Flüchtigen; in einer abgelegenen, unheimlichen Gegend und in einer für ihn demütigenden Situation wird der Jäger zum Gejagten; doch der Andere will ihn nicht töten, sondern sucht mit einer ebenso listigen wie großmütigen Geste sein Vertrauen zu gewinnen…“
Ezechiel
In der Vision Ez 47,1–12  ist von einer Tempelquelle die Rede, die in Jerusalem beginnt, zu einem großen Strom anschwillt und ins Tote Meer fließt, wodurch dieses süß wird (ohne dass dort auf die Salzgewinnung verzichtet werden müsste: Vers 11). „Von En-Gedi selbst bis nach En-Eglajim“ sollen nach diesem Prophetenwort Fischer ihre Netze zum Trocknen aufspannen (Ez 47,10 ). Das ist im Kontext eine von mehreren Umschreibungen für den außerordentlichen Fischreichtum.
Hoheslied
In der Liebesdichtung des Hohenlieds vergleicht die Frau ihren Partner mit einer Hennablütentraube aus den Weinbergen von En-Gedi (Hld 1,14 ). Walter Bühlmann vermutet, dass mit der Ortsangabe auf Parfumherstellung Bezug genommen werde, für die En Gedi berühmt war, sowie auf die Oase als Lieferanten von Früchten der Spitzenqualität. Brent A. Strawn schlägt vor, in En Gedi ein erotisches Wortspiel zu sehen, da ‘ên nicht nur „Quelle“, sondern auch „Auge“ bedeutet, und gaddî mit geänderter Vokalisierung als „mein Glück, meine Freude“ gelesen werden kann.
Chronik
Die Chronik enthält Informationen über einen Angriff der östlichen Nachbarstaaten Moab und Ammon auf das Südreich Juda während der Regierungszeit des Königs Joschafat. Als der Herrscher erfährt, dass die Feinde schon „bis Hazezon-Tamar, das ist En Gedi“ vorgedrungen seien, lässt er ein landesweites Fasten ausrufen und betet im Tempel. Ein Prophet tritt auf, der Joschafat Gutes ankündigt: man werde zwar den Feinden entgegentreten, aber nicht kämpfen müssen. Dies bewahrheitet sich, indem die Ammoniter und Moabiter zunächst gegen die im Hinterhalt liegenden Bewohner von Seïr und dann gegeneinander kämpfen. Joschafat und seine Leute gelangen so im „Segenstal“ zu reicher Beute, die sie mit Musik nach Jerusalem bringen (2 Chr 20,1-30 ). Die Erzählung zeigt Stilmerkmale des Chronisten, aber die Frage bleibt, ob er ein historisches Rohmaterial benutzte. Martin Noth vermutete dieses in einem Überfall von Nabatäern auf die Weidegebiete judäischer Dörfer in der Gegend von Bethlehem um 300 v. Chr. Die Identifikation von En Gedi mit Hazezon-Tamar (hebräisch חַצְצֹן תָּמָר ḥaṣəṣon tāmār, vgl. Gen 14,7 ), möglicherweise eine gelehrte Glosse, schien ihm gut beobachtet, da ḥaṣəṣon eine mit Kieselgeröll bedeckte Fläche bezeichne und tamar die Dattelpalme, beides passte auf En Gedi.

### Flavius Josephus
Josephus zufolge unternahmen die Sikarier von ihrer Basis, der etwa 15 km entfernten Festung Masada aus, während des Jüdischen Krieges im Winter 67/68 n. Chr. Beutezüge in die Umgebung.

„Und während des Festes der Ungesäuerten Brote, … da zogen die Sikarier während der Nacht und unbemerkt … aus ihrer Festung herab und überfielen ein Städtchen namens En-Gedi. Dort vertrieben sie alle wehrhaften Männer, bevor sie noch zu den Waffen greifen … konnten … aus der Stadt, während sie, was der Flucht nicht gewachsen war, Frauen und Kinder, über 700 an der Zahl, niedermetzelten. Dann räumten sie die Häuser aus, raubten die reifsten Früchte und schleppten sie hinauf nach Masada.“

### Bar-Kochba-Archiv
Zur Zeit des Bar-Kochba-Aufstands (132–135) hielten sich Anhänger Bar-Kochbas in der Umgebung En Gedis auf. 1960 wurden bei einer von Yigael Yadin geleiteten Ausgrabung in der sogenannten Höhle der Briefe etwa 6 km südwestlich von En Gedi einzigartige Dokumente aus der Zeit des Aufstandes entdeckt, unter anderem auch an die Befehlshaber der Aufständischen in En Gedi gerichtete Briefe Bar Kochbas. Welches Schicksal die Einwohner En Gedis bei der römischen Niederschlagung des Aufstands erlitten, ist nicht bekannt.

## Neuere Geschichte En Gedis
In mamelukischer Zeit (13./14. Jahrhundert) war En Gedi ein kleines Dorf. Es besaß eine Getreidemühle, deren Ruine noch vorhanden ist. Nachdem diese Siedlung aufgegeben worden war, war En Gedi bis ins 20. Jahrhundert nicht mehr kontinuierlich bewohnt. Der ganze Südosten der Judäischen Wüste wurde von Beduinen als extensive Winterweide genutzt; En Gedi bildete wegen seiner ganzjährig wasserführenden Quelle eine Ausnahme: Im 19. und frühen 20. Jahrhundert lebten Rashâyideh-Beduinen im Winterhalbjahr in der Oase und bauten kleinflächig Gemüse an. Im Sommer zogen sie sich wegen der extremen Hitze ins Hinterland zurück.
Die letzte Operation der israelischen Marine während des Palästinakriegs bestand darin, dass sechs Schiffe israelische Infanteristen am 8. März 1949 auf dem Toten Meer nach En Gedi transportierten. Nachal-Soldaten bauten daraufhin eine Straße zwischen Har Sdom und En Gedi. Im Januar 1953 wurde in der Oase ein Nachal-Außenposten unter dem Namen Nachlaim E eingerichtet. Der Ort war zur damaligen Zeit relativ isoliert, mit den Dead Sea Works in Har Sdom als nächstem Nachbarn. 1956 gründete eine Gruppe der sozialistischen Jugendbewegung haNoʿ ar haʿ Oved den Kibbuz, dessen wirtschaftliche Basis zunächst der Gemüse- und Dattelanbau war. Die Gemüseproduktion wurde nach kurzer Zeit eingestellt. Das moderne En Gedi liegt auf einem Felsplateau südlich der historischen Oase. Pflanzen aus vielen verschiedenen Ländern sind auf diesem Gelände gepflanzt worden, insbesondere Wüstenpflanzen und tropische Pflanzen. So entstand die einmalige Situation eines Botanischen Gartens, in dem Menschen wohnen.
Der Kibbuz verfügt über eine Sporthalle, ein Kulturhaus mit Kinosaal und einen Speisesaal. Seit 1983 findet in dieser besonderen klimatischen Region Anfang des Jahres das Ein-Gedi-Rennen statt, mit verschiedenen Strecken, darunter einem Halbmarathon.

### Tourismus
Aufgrund der Lage am Ufer des Toten Meeres ist der Tourismus seit den 1960er Jahren der Haupterwerbszweig des Kibbuz. Dieser besteht aus einem Hotel direkt im Kibbuz sowie dem Seebad En Gedi Spa, einem Heilbad, das aus einer 38 °C heißen Schwefelquelle gespeist wird. Der palmenreiche Strandabschnitt, von dem aus das Tote Meer zugänglich war, sowie der Campingplatz, der ebenfalls am Ufer des Toten Meeres lagen, mussten geschlossen werden. Die Absenkung des Meeresspiegels führte zu massiven Einstürzen von Hohlräumen (Sinkholes) namentlich im Gebiet des Campingplatzes, so dass die Sicherheit der Gäste bedroht war. Zwischen dem ursprünglich nah am Wasser erbauten „En Gedi Spa“ und dem heutigen Strand veranschaulichen Schilder mit Jahreszahlen den vom Absinken des Meeresspiegels verursachten Rückgang des Strandes.

### Landwirtschaft und Industrie
Die Landwirtschaft, insbesondere der Anbau von Datteln und Pomelos, ist die zweite Haupteinnahmequelle von En Gedi.
Seit 1997 gibt es eine Mineralwasser-Abfüllanlage, die in gemeinsamem Besitz des Kibbutz und der Firma Jafʾora-Tabori ist, des zweitgrößten israelischen Softdrinkproduzenten. Es gibt außerdem eine eigene, lokal vermarktete, Kosmetiklinie des Kibbuz, die an die antike Tradition der Parfumproduktion anknüpft.

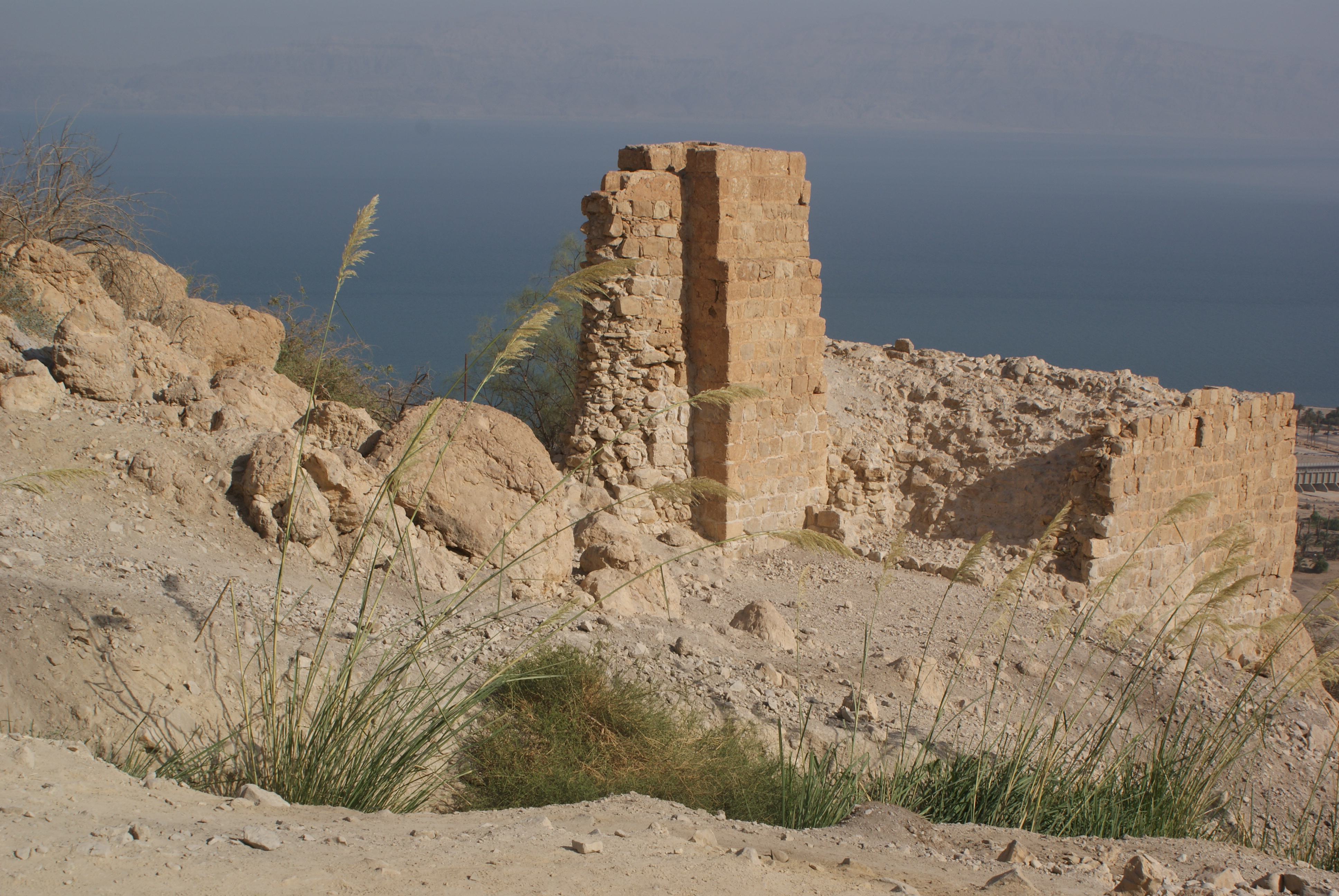
Mamlukische Mühle
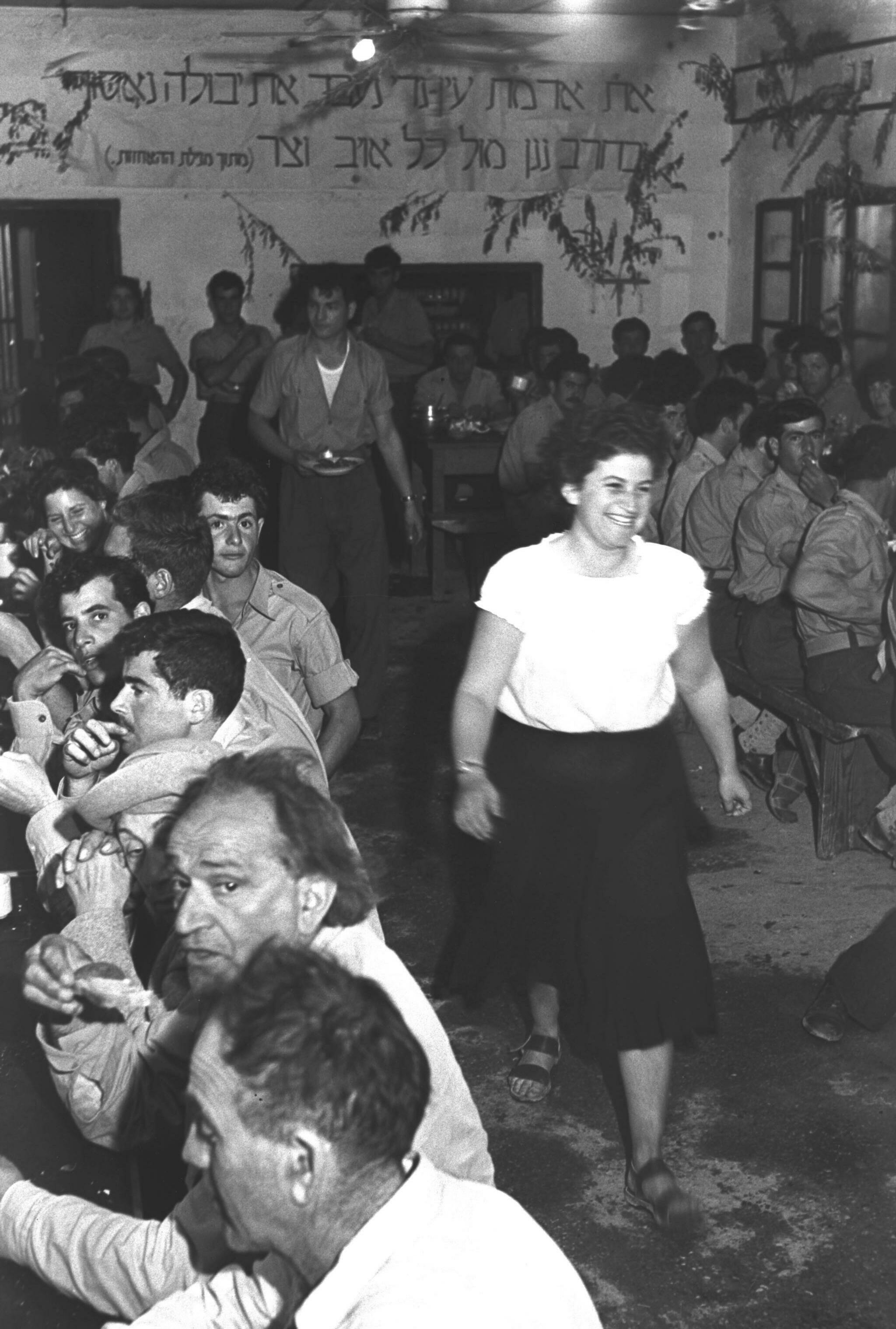
Speisesaal 1954
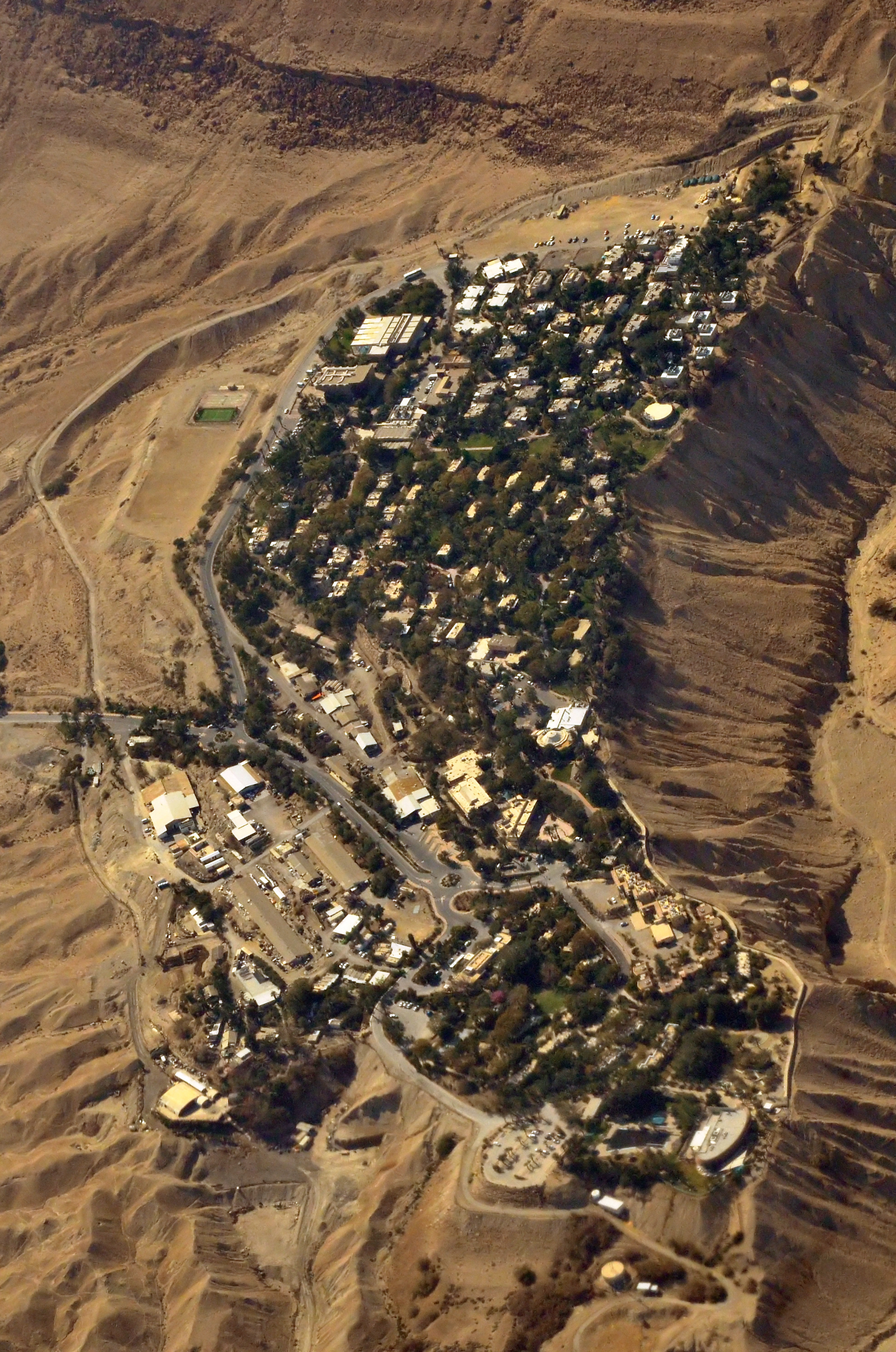
Luftbild
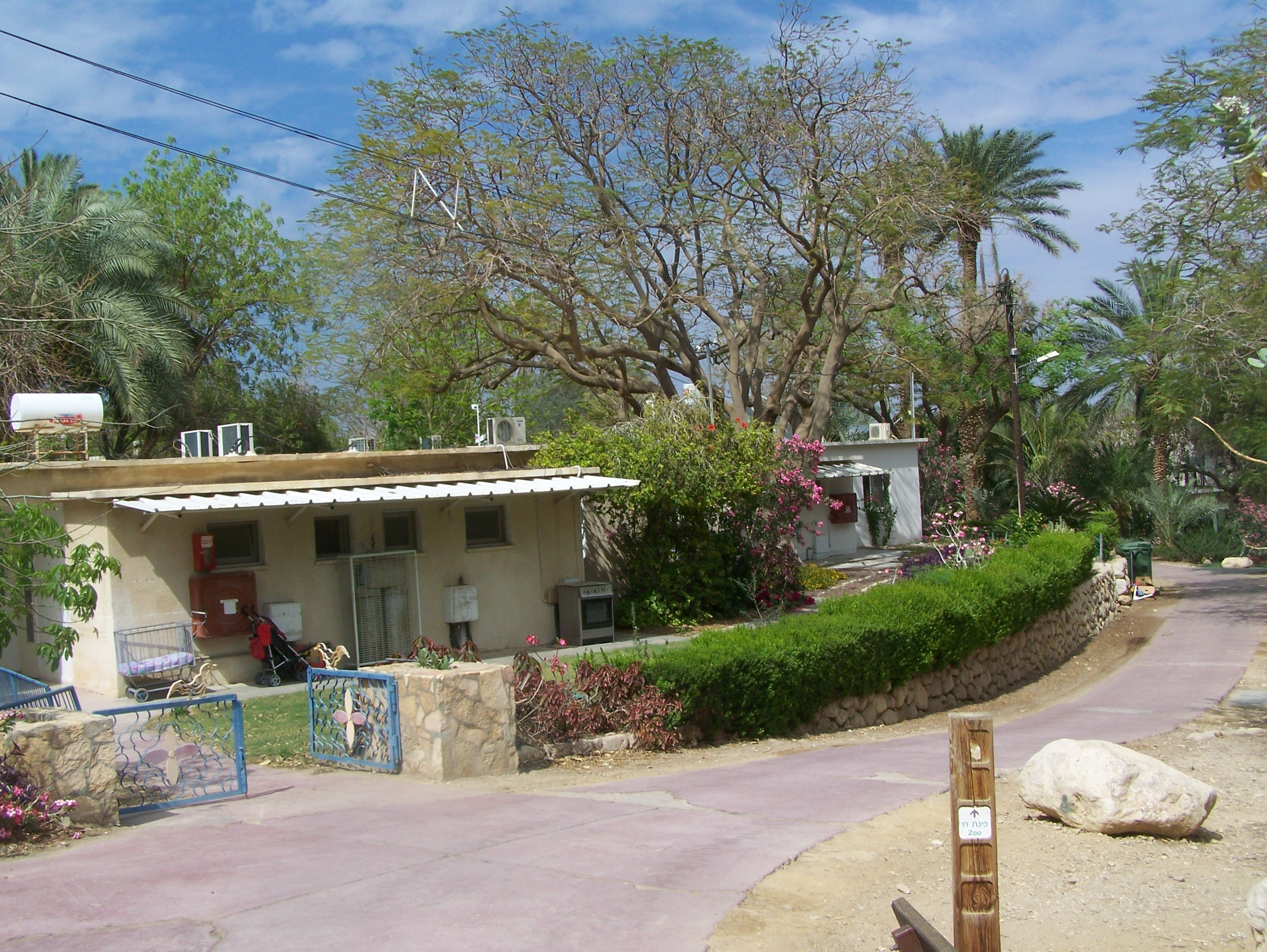
Straße im Kibbuz
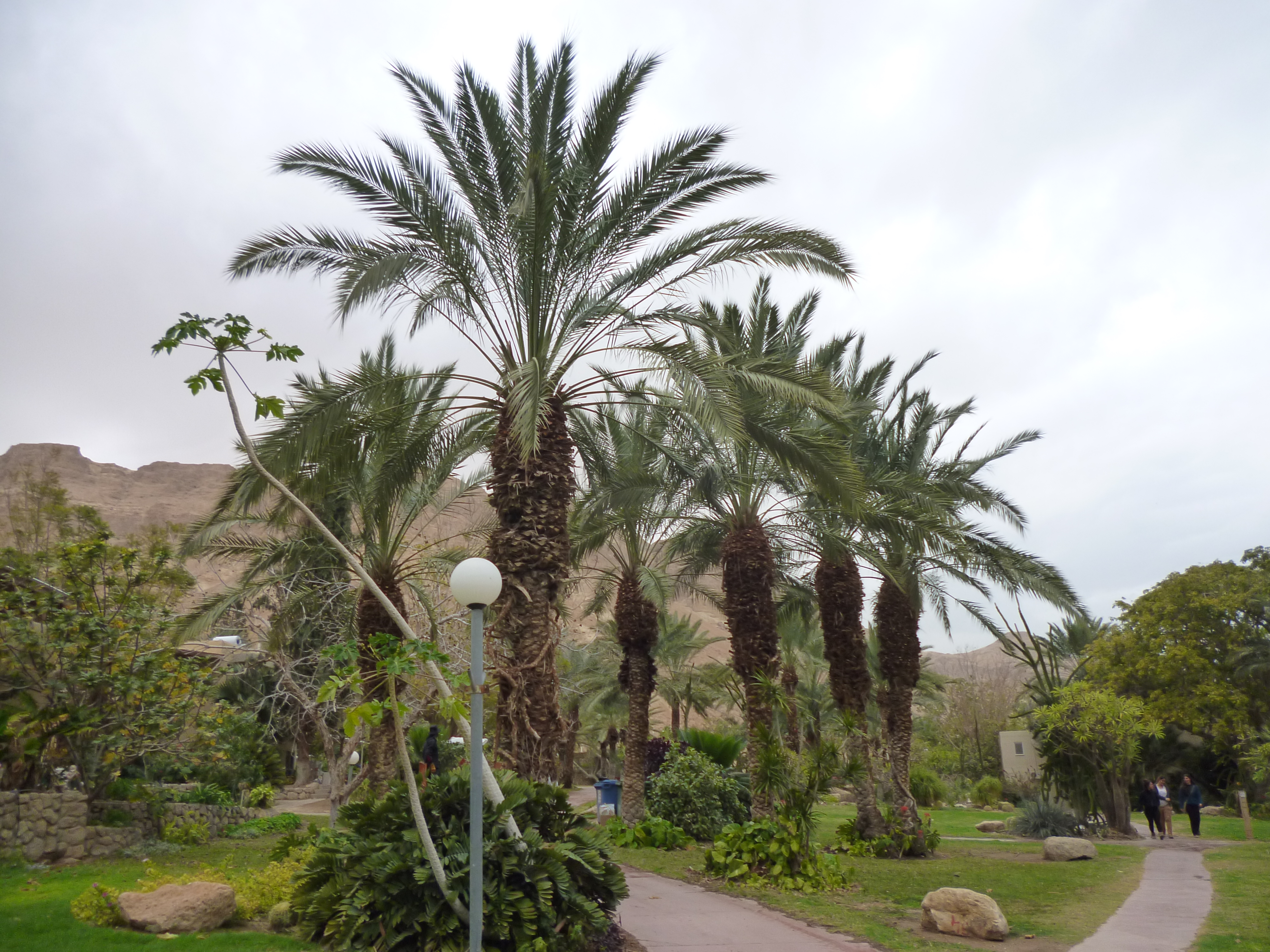
Botanischer Garten
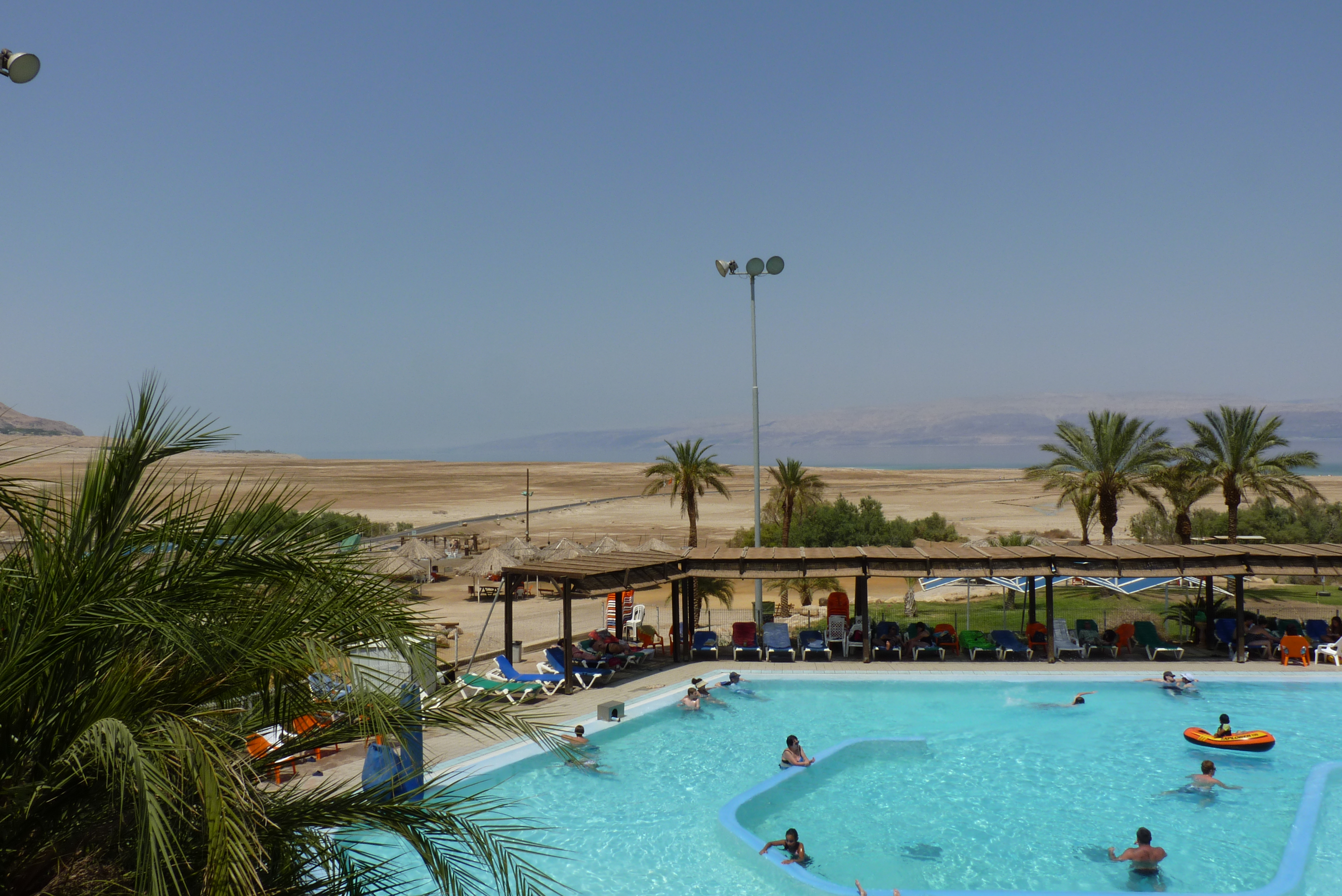
En Gedi Spa
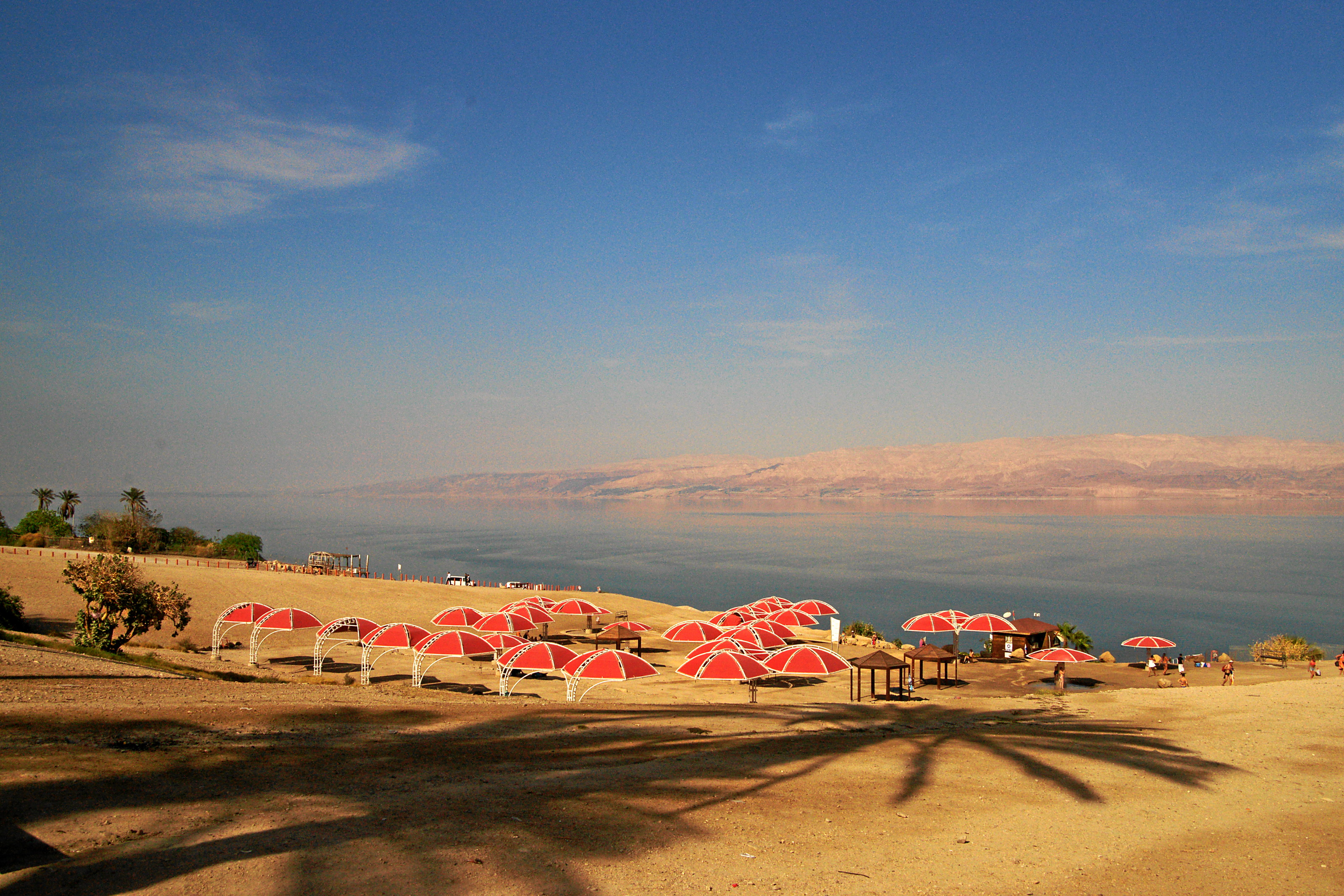
Strand von En Gedi (2014)